# Wagrainer Höhe
Die Wagrainer Höhe ist ein rund 8 Kilometer langer Passübergang, der St. Johann im Pongau über Wagrain mit Flachau, und damit das Salzachtal mit dem Ennstal verbindet.

## Geographie
Die Passhöhe (961 m ü. A.) ist direkt bei Schwaighof im Gemeindegebiet Wagrain. In der Talfurche zeichnet sich die Passhöhe kaum ab, landschaftlich prägnanter ist das untere Wagrainerbachtal zwischen Wagrain und St. Johann. Die Passhöhe stellt eine Talwasserscheide dar; direkt westlich geht der Schwaighofbach zur Wagrainer Ache (Kleinarlbach), die dann in St. Johann in die  Salzach mündet. Östlich, bei Moardörfl, rinnt der Litzlingbach bei Reitdorf der Enns zu.
Damit trennt der Pass die Einzugsgebiete der beiden Donau-Nebenflüsse Inn und Enns und die beiden hydrographischen Hauptgebiete Österreichs Donau bis Jochenstein und Donau unterhalb Jochenstein.
Orographisch bildet der Pass die Grenze zwischen den Zentralalpen südlich und den Schieferalpen (Grauwackenzone) nördlich, wobei er die Mosermandl-Gruppe der Radstädter Tauern (Niedere Tauern) mit dem Hochgründeck-Stock der Fritztaler Berge (Salzburger Schieferalpen) verbindet. Die Talfurche Untere Wagrainer Ache–Litzlingbach stellt einen Teil der großen alpinen Längstalfurche Salzach-Enns dar, die auf die SEMP-Linie (Salzach–Ennstal–Mariazell–Puchberg) zurückgeht.

## Geschichte und Verkehr
Der Pass verbindet den Salzachpongau mit dem Ennspongau über den Ort Wagrain (die Gemeinde Wagrain wird, obschon sich der Hauptort auf der anderen Seite des Passes befindet, üblicherweise auch schon zum Ennspongau gerechnet). Über dem Pass führt die B163 Wagrainer Straße Altenmarkt – St. Johann, wobei der östliche Talort Feuersang  ist, wo sich auch die Anschlussstelle Flachau der A8 Tauernautobahn befindet. Die Straße hat eine Steigung von durchschnittlich 3,5 %.
Verkehrstechnisch ist der Pass nur von örtlicher Bedeutung, da die Talwasserscheide Eben bei Altenmarkt, die vom Altenmarkter Becken in das Fritztal leitet, die weitaus besser fahrbare Route ist (A8, Tauernbahn; über Bischofshofen). Diese Route durch das teils enge Fritztal wurde aber erst im Laufe des 17. und 18. Jahrhunderts (wieder) in für den Fernverkehr tauglichem Zustande wegbar gemacht, daher gab es früher Vermutungen, die Römerstraße Virunum–Iuvavum (Zollfeld in Kärnten – Salzburg) hätte über Wagrain geführt. Nach heutigem Wissenstand gilt das als überholt, der Verlauf durchs Fritztal erscheint weitgehend gesichert. Zumindest aber eine römische Nebenstraße über Wagrain ist wahrscheinlich. Im Mittelalter war die Wagrainer Höhe die wichtigere Anbindung der salzburgischen Gebiete um Radstadt und – über den Radstädter Tauern (Obertauern) – des Lungau, sofern man nicht über das Lammertal direkt Richtung Salzburg strebte.
Heute stellt der Pass primär die Anbindung von Wagrain und dem Kleinarltal an den Ennspongau dar, beziehungsweise allenfalls dessen direkterer Weg zur Bezirkshauptstadt und eine kilometermäßig kürzere Alternativroute vom Steirisch-Salzburgischen Ennstal in den Oberpinzgau. Von Flachau her ist der östliche Anstieg des Litzlingbachtals auch die Zufahrt zur Talstation der Wagrainer Höhenbahn in Moardörfl, der mit rund 3,5 km Länge und einem Höhenunterschied von 892 m längsten Gondelseilbahn der Salzburger Sportwelt Ski Amadé.